# Seasons End
Seasons End — пятый студийный альбом британской рок-группы Marillion из Эйлсбери (графство Бакингемшир). Он был выпущен 25 сентября 1989 года на лейбле EMI Records (мир) и Capitol Records (Канада и США). Альбом стал первым, в котором принял участие нынешний вокалист Стив Хогарт после ухода прежнего вокалиста Фиша в конце 1988 года. Он достиг 7 места в чарте альбомов Великобритании UK Albums Chart.

## Отзывы
| Оценки критиков            | Оценки критиков |
| Источник                   | Оценка          |
| -------------------------- | --------------- |
| AllMusic                   | [ 1 ]           |
| Hi-Fi News & Record Review | A:2             |
| Progressiveworld.net       | [ 3 ]           |
| Sputnikmusic               | 3.7/5           |

Seasons End получил в целом положительные отзывы критиков.
Мик Уолл, написавший рецензию в Kerrang!, заявил: «В вокальном и лирическом плане мы, конечно, оказались на новой почве. У Хогарта определенно есть голос, гладкий, как стекло, и чертовски эмоциональный. И, как и у его более знаменитого предшественника, это очень неамериканский голос, все гласные звуки в нем принадлежат английской королеве. Но на этом сравнения заканчиваются. Стив Хогарт — не клон Фиша. Он также не апологет Питера Гэбриела и Фила Коллинза. Ему это и не нужно. У него есть свой собственный голос — и когда слушаешь его в таких треках, как „Easter“, „Seasons End“ или „After Me“, можно почти забыть, что у группы вообще был другой певец».
Джери Монтесано из AllMusic отметил, что новый вокалист идеально вписался в группу и спас её от распада: «Уникальный, выразительный голос Хогарта идеально вписался в Marillion; в рок-штурме „The Uninvited Guest“ или в эмоциональной „After You“ его уникальность безошибочно узнаваема».

## Список композиций
Side one
1. «The King of Sunset Town» (Steve Hogarth, Steve Rothery, Mark Kelly, Pete Trewavas, Ian Mosley, John Helmer) — 8:04
2. «Easter» (Hogarth, Rothery, Kelly, Trewavas, Mosley) — 5:58
3. «The Uninvited Guest» (Hogarth, Rothery, Kelly, Trewavas, Mosley, Helmer) — 3:52
4. «Seasons End» (Hogarth, Rothery, Kelly, Trewavas, Mosley, Helmer) — 8:10

Side two
1. «Holloway Girl» (Hogarth, Rothery, Kelly, Trewavas, Mosley) — 4:30
2. «Berlin» (Hogarth, Rothery, Kelly, Trewavas, Mosley, Helmer) — 7:48
3. «After Me» (Hogarth, Rothery, Kelly, Trewavas, Mosley) — 3:20
4. «Hooks in You» (Hogarth, Rothery, Kelly, Trewavas, Mosley, Helmer) — 2:57
5. «The Space…» (Hogarth, Rothery, Kelly, Trewavas, Mosley) — 6:14

Замечание: Песня «After Me» не включена в виниловые издания альбома.

## Чарты
| Чарт (1989)                      | Высшая позиция |
| -------------------------------- | -------------- |
| Нидерланды (Album Top 100)       | 20             |
| Германия (Offizielle Top 100)    | 11             |
| Норвегия (VG-lista)              | 20             |
| Швеция (Sverigetopplistan)       | 28             |
| Швейцария (Schweizer Hitparade)  | 11             |
| Великобритания (UK Albums Chart) | 7              |

## Сертификации
| Регион                                                      | Сертификация | Продажи  |
| ----------------------------------------------------------- | ------------ | -------- |
| Великобритания (BPI)                                        | Золотой      | 100 000^ |
| ^ Данные о тиражах приведены только на основе сертификации. |              |          |